# Xã Lake, Quận Muscatine, Iowa
Xã Lake (tiếng Anh: Lake Township) là một xã thuộc quận Muscatine, tiểu bang Iowa, Hoa Kỳ. Năm 2010, dân số của xã này là 502 người.